# Acanthus
Acanthus es un género  de fanerógamas de la familia de las Acantáceas, nativo de regiones tropicales y templadas del Viejo Mundo, con la mayor diversidad de especies en la región mediterránea y Asia. El nombre vulgar es: acanto. Comprende cerca de 90 especies descritas y de estas, solo una treintena aceptadas.

## Descripción
Son hierbas perennes de 30–70 cm de altura, más o menos pelosas o glabras. Las Hojas basales miden 20-100 por 5-20(30) cm, son elípticas u ovadas, pinnatífidas, inciso-dentadas, glabras por su haz, pelosas en los nervios del envés con pecíolo de 20-60 por 2 cm; las superiores tienen 1,5-4 por 1-2,5 cm, son ovado-lanceoladas, espinosas en el ápice y sésiles. La inflorescencia, densa, llega a los 2 m. Las brácteas miden 2,5-4 por 2 cm, son ovado-oblongas, dentadas, más o menos espinosas, purpúreas en el ápice, blanquecina sen la base, con 7 nervios, pubescentes; las bractéolas  son sublineares, subespinosas, pubescentes. El cáliz, puberulento, con sépalos externos 4-5,5 cm, ovado-rómbicos, ciliados, los internos 0,6-0,7 cm. La corola es blanquecina, con nerviación purpúrea; el labio inferior tiene 3,5–5 cm, es trilobulado y pubescente. Los estambres, de 3-3,5 cm, son arqueadoscon filamentos glabros y anteras de 10-12 por 2–3 mm, pelosas en la cara interior. El ovario, de 4-5 por 2–3 mm, es ovoide, peloso en el ápice con estilo de 3–4 cm, más largo que los estambres, y con las ramas estigmatíferas de 1-1,5 mm. El fruto es una cápsula de 2-3,5 cm, ovoide con semillas de 10–12 mm, lisas. El número de cromosomas es de 2n = 56.

## Taxonomía
El género fue descrito por Carlos Linneo y publicado en Species Plantarum 2: 639. 1753. La especie tipo es Acanthus mollis L. 
Etimología
- Acanthus: del Latín acanthus que proviene del griego ἄκανθα, -ης, "planta espinosa", probablemente por composición entre acer, -cris de aceo, acies, "punzante" y anthos, "flor", del Griego άκτς y άνθός. Virgilio emplea el vocablo en las Geórgicas (4, 123) y Plinio el Viejo describe 2 especies en su historia naturalis (22, XXXIV, 76): el Acanthus spinosus L. y el Acanthus mollis L.;  esta última se denomina también paederos y mélamphyllos, y su raíz es excelente para las quemaduras y las luxaciones ("quod aliqui paederota vocant, alii melamphyllum. huius radices ustis luxatisque mire prosunt").[4][5][6]

## Especies aceptadas
- Acanthus arboreus Forssk. - África central y oeste
- Acanthus austromontanus Vollesen
- Acanthus carduaceus Griff.	- Himalaya
- Acanthus caudatus Lindau - Angola
- Acanthus dioscoridis L. - Turquía
- Acanthus ebracteatus Vahl - Asia sudeste
- Acanthus eminens C.B.Clarke - África tropical
- Acanthus flexicaulis Bremek - Sumatra
- Acanthus gaed Lindau - África tropical
- Acanthus greuterianus Snogerup, B.Snogerup & Strid
- Acanthus guineensis Heine & P.Taylor - África tropical
- Acanthus hirsutus Boiss. - Turquía
- Acanthus hungaricus (Borbás) Baen. - Balcanes
- Acanthus ilicifolius L. - Asia
- Acanthus kulalensis Vollesen
- Acanthus latisepalus C.B.Clarke
- Acanthus leucostachyus Wall. ex Nees - Asia
- Acanthus longibracteatus Kurz
- Acanthus mayaccanus Büttner - Congo
- Acanthus mollis L. - Mediterráneo
- Acanthus montanus (Nees) T.Anderson - África oeste
- Acanthus polystachyus Delile - África tropical
- Acanthus seretii De Wild. - Congo
- Acanthus spinosus L. - Mediterráneo
- Acanthus ueleensis De Wild. - África tropical
- Acanthus villaeanus De Wild. - África tropical
- Acanthus volubilis Wall. - Asia
- Acanthus xiamenensis R.T.Zhang - China[1][7]

### Cultivo y usos
Varias especies, especialmente A. spinosus y A. mollis, se cultivan como planta ornamentales.

El follaje es la base de un estilo de ornamentación arquitectónica; ver acanto (ornamento). 